# Álfrún Gunnlaugsdóttir
Álfrún Gunnlaugsdóttir (Reikiavik, 18 de marzo de 1938) es una escritora islandesa y traductora del español al islandés. Ha recibido diversos reconocimientos por su trabajo literario, entre ellos el Premio Fjöruverðlaun por Rán en el año 2009.
Al concluir sus estudios de secundaria, se fue a Cataluña (España) donde estudió filosofía y letras en la Universidad Autónoma de Barcelona. Realizó su tesis doctoral en la Universidad de Lausanne, en Suiza, de 1966 a 1970 (Tristán en el Norte). Entre 1977 y 1987 fue profesora asociada y a partir de 1988, profesora titular de la Universidad de Islandia. Desde 2002 es catedrática de Filosofía en dicha universidad. Vive en el barrio de Seltjarnarnes, en Reikiavik.

## Obra
- 1978 - Tristán en el Norte. Reykjavík: Fundación Árni Magnússon, en español
- 1982 - Af manna völdum
- 1985 - Þel ("Tesitura"), Premio de Literatura DV
- 1991 - Hringsól ("Periplos")
- 1995 - Hvatt að rúnum ("Conversación en privado")
- 2000 - Yfir Ebrofljót ("El Paso del Ebro")
- 2008 - Rán ("Rán"), Premio Fjöruverðlaun y Premio de Literatura DV
- 2012 - Siglingin um síkin